# Thọ Bình
Thọ Bình là một xã thuộc huyện Triệu Sơn, tỉnh Thanh Hóa, Việt Nam.
Xã Thọ Bình có diện tích 17,28 km², dân số năm 1999 là 7619 người, mật độ dân số đạt 441 người/km².